# Verwaltungsakt (Deutschland)
Der Verwaltungsakt, abgekürzt VA, stellt im deutschen Verwaltungsrecht eine Handlungsform der öffentlichen Verwaltung dar. Ein Verwaltungsakt wird oft gleichbedeutend mit Bescheid bezeichnet, was jedoch unpräzise ist. Bescheide enthalten immer einen Verwaltungsakt, sind aber nicht deckungsgleich.
Bei einem Verwaltungsakt handelt es sich nach der Legaldefinition um eine hoheitliche Maßnahme einer Behörde auf dem Gebiet des öffentlichen Rechts zur Regelung eines Einzelfalls mit Außenwirkung. Durch ihn werden abstrakt-generelle Gesetze im Einzelfall vollzogen. Der Verwaltungsakt findet in zahlreichen Rechtsmaterien Anwendung. Um Verwaltungsakte handelt es sich beispielsweise bei einer Baugenehmigung, einem polizeilichen Platzverweis oder einem Steuerbescheid.
Gesetzlich geregelt ist der Verwaltungsakt in § 35–§ 52 des Verwaltungsverfahrensgesetzes des Bundes (VwVfG) sowie in den weitgehend wortgleichen Verwaltungsverfahrensgesetzen der Bundesländer. Für Angelegenheiten der Finanzbehörden ist er in § 118–§ 133 der Abgabenordnung (AO) und für den Bereich des Sozialrechts in § 31–§ 51 Zehntes Buch Sozialgesetzbuch (SGB X) speziell geregelt.
Der Verwaltungsakt ist auch in anderen Rechtsordnungen bekannt, so etwa in Frankreich, Österreich und in der Schweiz, wo nur der Begriff „Verfügung“ verwendet wird.

## Entstehungsgeschichte
Die Entwicklung des Verwaltungsakts begann im deutschen Recht im 19. Jahrhundert. Damals bestanden dogmatische Grundstrukturen des allgemeinen Verwaltungsrechts lediglich in Teilbereichen. Struktur und Prozedere des Verwaltungsakts wurde erstmals in verwaltungsrechtlichen Lehrbüchern konzipiert. Deren Autoren orientierten sich am französischen Acte administratif unilatéral. Zu den geschichtlichen Vorläufern des Verwaltungsakts zählen ferner das Reskript und das Privileg aus dem römischen Recht.
Maßgeblich vorangetrieben wurde die dogmatische Entwicklung des Verwaltungsakts durch den Hochschullehrer Otto Mayer. Dieser definierte in seinem Lehrbuch von 1895 die grundlegenden Merkmale des Verwaltungsakts, die dessen Begriff noch heute prägen: Hiernach handelte es sich um eine hoheitliche Maßnahme zur verbindlichen Regelung eines Einzelfalls. Nach Max Weber ist der Verwaltungsakt ein Instrument bürokratisch-monokratischer Herrschaft.
Mit der Konstruktion des Verwaltungsakts sollte insbesondere die Rechtssicherheit im Verwaltungsrecht gestärkt werden. Die Einführung dieses vielseitigen Handlungsinstrumentariums bezweckte, das vielförmige Behördenhandeln systematisch zu erfassen und ihm einen einheitlichen, bindenden Rechtsrahmen zu geben. Auch sollte den Behörden die Möglichkeit eingeräumt werden, verbindliche Entscheidungen zu treffen, auf deren Bestand der Rechtsverkehr vertrauen konnte.
Gesetzlich definiert wurde der Verwaltungsakt im deutschen Recht erstmals nach dem Zweiten Weltkrieg in der britischen Besatzungszone durch § 25 Abs. 1 der Verordnung Nummer 165. An dieser Formulierung orientierten sich spätere deutsche Bundes- und Landesgesetze.

## Wesen und Funktionen des Verwaltungsakts
Dem Verwaltungsakt misst die Rechtswissenschaft drei wesentliche Funktionen bei: Die verbindliche Regelung eines Sachverhalts, das Bereitstellen eines vollstreckbaren Titels und die Eröffnung bestimmter Rechtsschutzformen.

### Regelungsfunktion
Durch Verwaltungsakt werden Gesetze auf Einzelfälle angewandt und Rechtsfolgen begründet. Der Erlass des Verwaltungsakts schließt das Verwaltungsverfahren gemäß § 9 VwVfG formell ab. Der Regelungsinhalt eines wirksamen Verwaltungsakts bindet seinen Adressaten, sogenannte Bindungswirkung. Andere Hoheitsträger müssen einen Verwaltungsakt anerkennen und seinen Regelungsinhalt bei ihrer Entscheidungsfindung ohne Überprüfung seiner Rechtmäßigkeit beachten, sogenannte Tatbestandswirkung. Hierdurch wirkt der Verwaltungsakt stabilisierend und erzeugt Rechtssicherheit. Bestimmte Verwaltungsakte besitzen zudem Feststellungswirkung. Hierdurch werden neben ihrem Regelungsinhalt auch ihre Entscheidungsgründe und Feststellungen bindend. Diese Wirkung besteht lediglich in gesetzlich vorgeschriebenen Fällen, etwa im Asylrecht in Bezug auf Abschiebungsverbote und -hindernisse.
Ein Verwaltungsakt kann innerhalb bestimmter Fristen mit Rechtsbehelfen angegriffen werden. Verstreichen diese Fristen, sind Rechtsbehelfe erfolglos oder wird auf sie verzichtet, erwächst ein Verwaltungsakt in formelle Bestandskraft. Dies hat zur Folge, dass er von der Behörde lediglich unter den besonderen Voraussetzungen der § 48, § 49 und § 51 VwVfG wieder zurückgenommen werden kann. Dies gilt auch für einen rechtswidrigen Verwaltungsakt. Hierdurch unterscheidet sich der Verwaltungsakt maßgeblich von der Rechtsnorm: Verstößt eine Rechtsnorm gegen höherrangiges Recht, ist sie nach dem vorherrschenden Nichtigkeitsdogma unwirksam, sodass sie keine Rechtsfolgen entfaltet und daher nicht befolgt werden muss. Im Gegensatz dazu ist ein rechtswidriger Verwaltungsakt grundsätzlich uneingeschränkt wirksam. Lediglich eine schwerwiegende Rechtsverletzung führt zu seiner Nichtigkeit.

### Titelfunktion
Enthält ein Verwaltungsakt eine öffentlich-rechtliche Geldforderung oder ist er auf die Herausgabe einer Sache, die Vornahme einer Handlung oder auf Duldung oder Unterlassung gerichtet, kann er durch die Vollstreckungsbehörde im Wege der Verwaltungsvollstreckung eigenständig durchgesetzt werden. Der Verwaltungsakt stellt also einen Vollstreckungstitel dar. Dies bedeutet einen Unterschied zur Zwangsvollstreckung nach der Zivilprozessordnung: Der Gläubiger muss bei Gericht erst einen Titel erwirken, beispielsweise ein vollstreckbares Urteil (§ 704 ZPO).

### Rechtsschutz
Gegen Verwaltungsakte bestehen andere Rechtsschutzmöglichkeiten als etwa gegen Rechtsnormen (Normenkontrolle). Verwaltungsgerichtsordnung (VwGO), Finanzgerichtsordnung (FGO) und Sozialgerichtsgesetz (SGG) sehen spezifische Rechtsschutzmöglichkeiten gegen Verwaltungsakte vor: Gemäß § 42 und § 43 VwGO kann ein Verwaltungsakt mit Anfechtungs-, Verpflichtungs- und Feststellungsklage vor dem Verwaltungsgericht angegriffen werden. Für die unterschiedlichen Klagearten gelten jeweils eigene Sachentscheidungsvoraussetzungen, etwa Fristbestimmungen (§ 74 VwGO) und die Pflicht zur Durchführung eines Vorverfahrens (§ 68 VwGO). Von der Qualifikation einer Maßnahme als Verwaltungsakt und dem Rechtsschutzziel hängt die statthafte Klageart ab. Entsprechendes gilt im Anwendungsbereich der FGO und des SGG.
Früher war das Vorliegen eines Verwaltungsakts Voraussetzung dafür, dass der Rechtsweg zum Verwaltungsgericht eröffnet war, da nur gegen diesen Rechtsbehelfe zur Verfügung standen. Durch Inkrafttreten der VwGO im Jahr 1960 wurde hingegen auch gegen anderes Verwaltungshandeln der Rechtsweg zu den Verwaltungsgerichten eröffnet.

## Merkmale des Verwaltungsakts
Die Legaldefinition des Verwaltungsakts ergibt sich aus § 35 Satz 1 VwVfG, § 118 Satz 1 AO, § 31 Satz 1 SGB X und den Verwaltungsverfahrensgesetzen der Länder: Hiernach handelt es sich um eine Verfügung, Entscheidung oder andere hoheitliche Maßnahme, die eine Behörde zur Regelung eines Einzelfalls auf dem Gebiet des öffentlichen Rechts trifft und die auf unmittelbare Rechtswirkung nach außen gerichtet ist.
Einen Sonderfall stellen Anordnungen, Verfügungen und sonstige Maßnahmen dar, die von den Justizbehörden zur Regelung einzelner Angelegenheiten auf den Gebieten des bürgerlichen Rechts einschließlich des Handelsrechts, des Zivilprozesses, der freiwilligen Gerichtsbarkeit und der Strafrechtspflege getroffen werden. Hierzu zählen auch Realakte. Über die Rechtmäßigkeit solcher Justizverwaltungsakte entscheiden gemäß § 23 EGGVG auf Antrag die ordentlichen Gerichte. Das Verwaltungsverfahrensgesetz ist gemäß § 2 Abs. 3 Nummer 1 VwVfG nicht auf diese anwendbar.
Aus § 35 VwVfG leitet die Rechtswissenschaft sechs Voraussetzungen ab, die kumulativ erfüllt sein müssen, damit ein Handeln einen Verwaltungsakt darstellt.

### Behörde
Ein Verwaltungsakt zeichnet sich zunächst dadurch aus, dass er von einer Behörde erlassen wird. § 35 Satz 1 VwVfG liegt der funktionelle Behördenbegriff des § 1 Abs. 4 VwVfG zu Grunde. Parallelbestimmung im Sozialrecht: § 1 Abs. 2 SGB X. Eine Behörde ist hiernach eine Stelle, die Aufgaben der unmittelbaren oder mittelbaren Staatsverwaltung wahrnimmt, beispielsweise der Bürgermeister einer Gemeinde. Verfassungsorgane, etwa der Deutsche Bundestag und der Bundespräsident, stellen Behörden dar, soweit sie Verwaltungstätigkeiten wahrnehmen. Im Fall des Bundespräsidenten trifft dies beispielsweise zu, wenn er einen Beamten ernennt. Nimmt er demgegenüber eine verfassungsrechtliche Aufgabe wahr, etwa den Abschluss eines völkerrechtlichen Vertrags, besitzt er keine Behördeneigenschaft. Auch Beliehene können Behörden sein. Hierbei handelt es sich um Private, denen durch Gesetz öffentliche Aufgaben anvertraut werden, etwa TÜV-Prüfer und Bezirksschornsteinfeger.

### Hoheitliche Maßnahme
Das Tatbestandsmerkmal Maßnahme bezeichnet ein Handeln mit Erklärungsgehalt, so die Anordnung eines Polizisten. Hoheitlich ist eine Maßnahme, wenn sie auf dem Gebiet des öffentlichen Verwaltungsrechts getroffen wird und die Behörde dabei einseitig von ihren Befugnissen Gebrauch macht. Abzugrenzen ist die hoheitliche Maßnahme damit von Regierungsakten, privatrechtlichem Handeln oder dem Eingehen eines öffentlich-rechtlichen Vertragsverhältnisses (§ 54 VwVfG).
In der Behördenpraxis wird in bestimmten Fällen vor Erlass eines Verwaltungsakts mit dem späteren Adressaten über den Inhalt verhandelt. So kann die Verwaltung dem Bürger bei der Genehmigung eines Bauvorhabens entgegenkommen, wenn der Bürger dafür auf ein Rechtsmittel gegen die Baugenehmigung verzichtet. Ein Verwaltungsakt, der infolge einer solchen Verständigung zustande kommt, wird als ausgehandelter Verwaltungsakt bezeichnet. An der dogmatischen Einordnung als Verwaltungsakt ändert sich dadurch aber nichts, es handelt sich lediglich um einen faktisch-deskriptiven Begriff.

### Auf dem Gebiet des öffentlichen Rechts
Auf dem Gebiet des öffentlichen Rechts handelt eine Behörde, wenn sie eine Rechtsnorm anwendet, die dem öffentlichen Recht zuzuordnen ist. Dies trifft nach der vorherrschenden modifizierten Subjektstheorie zu, wenn sie einen Träger hoheitlicher Gewalt einseitig berechtigt oder verpflichtet. Daran fehlt es, wenn die Behörde auf der Grundlage einer Rechtsnorm handelt, die für jedermann gilt. Dies trifft insbesondere auf privatrechtliche Rechtsnormen zu.

### Regelung

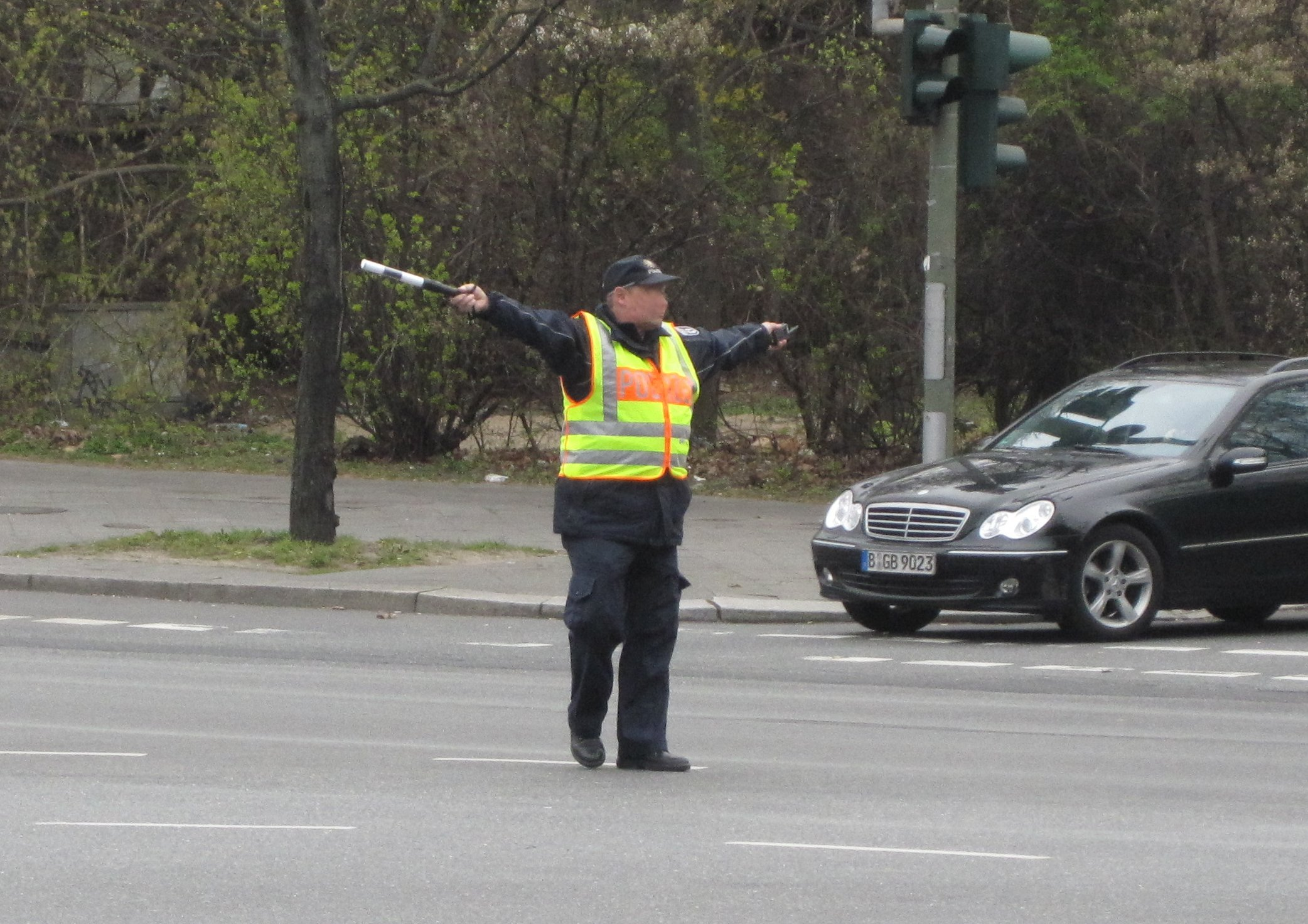
Verkehrsregelndes Handzeichen eines Polizisten als Beispiel eines Verwaltungsakts

Merkmal eines Verwaltungsaktes ist, dass er eine Anordnung trifft. In Abgrenzung zum Realakt bezweckt ein Verwaltungsakt deshalb die unmittelbare Herbeiführung einer Rechtsfolge. Rechtsfolge kann sein, dass Rechte oder Pflichten begründet, geändert oder aufgehoben werden, oder dass das Bestehen oder Nichtbestehen eines Rechtsverhältnisses festgestellt wird. Beispiele für Regelungen sind Ge- und Verbote, etwa Ordnungsverfügungen oder Genehmigungen von Vorhaben. So hebt eine Baugenehmigung ein grundsätzlich bestehendes präventives Bauverbot auf und gestattet den Bau.

#### Nebenanordnungen und -regelungen
Es gibt durchaus Entscheidungen mit Regelungscharakter, die keinen VA sind, wenn sie unselbstständige Regelungen zu einem VA darstellen. Um eine solche handelt es sich beispielsweise bei der Anordnung nach § 80 Abs. 2 Satz 1 Nummer 4 VwGO, die einen Verwaltungsakt für sofort vollziehbar erklärt. Der Regelungsinhalt besteht darin, die Aufschiebende Wirkung von Widerspruch und Klage gegen die Hauptregelung auszuschalten. Da dies eine unselbstständige Nebenregelung zum Haupt-VA ist, handelt es sich hierbei nicht selbst um einen VA, sondern um eine so genannte Annex-Entscheidung.
Da eine solche Annex-Entscheidung v. a. prozessuale Regelungen trifft, ist der Rechtsschutz gegen diese auch prozessual ausgestaltet. Die Anordnung der sofortigen Vollziehung kann beseitigt werden mit einem prozessual wirkenden Stopp-Antrag und so der gesetzliche Normalzustand für die Konstellation eines Haupfrechtsbehelfs wiederhergestellt werden (Antrag auf Wiederherstellung der Aufschiebenden Wirkung etwa nach § 80 Abs. 5 VwGO).

#### Abgrenzung zum Realakt
Keinen regelnden, sondern einen tatsächlichen Effekt führt ein Realakt herbei. Er entwickelt für sich genommen nur faktische Wirkung, woran wiederum Rechtsfolgen geknüpft sein mögen: etwa eine Geldauszahlung als praktisch-technische Folge eines Bewilligungs-VA, welche die rechtliche Regelung aus dem VA umsetzt (= Bewilligung einer Geldleistung) und darauf selbst eine weitere Rechtsfolge auslöst (= Erfüllung und Untergang des zugrundeliegenden Leistungsanspruchs).
Ein vorgenommener Realakt kann allerdings einen denknotwendigen oder rechtlich erforderlichen Verwaltungsakt ersetzen, wenn der VA bei Vornahme des Realakts noch fehlte:
- Das körperliche Zurückschubsen durch einen Polizisten bei einer Demonstration hinter einer Absperrung ist ein Realakt, der einen Duldungs-VA und zugleich einen sofort vollziehbaren Unterlassungs-VA fingiert.
- Eine bloße Geldzahlung auf einen Antrag fingiert regelmäßig den vorauszugehenden Bewilligungs- oder Festsetzungs-VA, dass Geld ausgezahlt werden soll. Sie löst ferner den verwaltungsrechtlichen Vertrauensschutz aus, dieses Geld behalten zu dürfen, z. B. nach § 45 SGB X[34]

Ähnliches gilt bei Auskünften der Verwaltung. Diese sind Realakte, welche bestehende Auskunftsansprüche erfüllen und erledigen. etwa aufgrund § 19 des Bundesdatenschutzgesetzes, § 15 Abs. 2 Satz 2 des Bundesverfassungsschutzgesetzes und § 7 des Informationsfreiheitsgesetzes.

#### Sonderfall Aufrechnung
Einer behördlichen Willenserklärung, die keine Anordnung trifft, fehlt die Regelungswirkung. Deren Rechtsfolge ergibt sich bereits aus dem Gesetz, wenn die Willenserklärung zugleich ein Rechtsgeschäft darstellt, sodass die Erklärung diese lediglich auslöst. So verhält es sich beispielsweise bei der Aufrechnungserklärung gemäß § 388 des Bürgerlichen Gesetzbuches, die gemäß § 389 BGB zum Erlöschen von Forderungen führt. Dies betrifft v. a. das Handeln der Verwaltung in gleichrangigen Kontexten oder in Vertragsverhältnissen, also nicht-hoheitliches Handeln wie die Aufrechnung aus Bestellungen von Büromaterial.
Anders verhält es sich hingegen bei der Aufrechnung in einem hoheitlichen Verhältnis, etwa nach § 51 des Ersten Buches Sozialgesetzbuch, da diese ein Sozialrechtsverhältnis und daraus resultierende öffentlich-rechtliche Ansprüche gestaltet. Eine solche Aufrechnung ist ein belastender VA, der einer Anfechtungsklage zugänglich ist.

#### Zeugnisse und Beurteilungen

Schulzeugnis als Beispiel eines Verwaltungsakts

Bei Einzelnoten innerhalb eines Schulzeugnisses unterscheidet die vorherrschende Auffassung: Grundsätzlich stellen diese keinen eigenständigen Verwaltungsakt dar, sondern einen unselbstständigen Bestandteil des Zeugnisses, das einen Verwaltungsakt darstellt. Anderes gilt jedoch, wenn die Einzelnote eine besondere Bedeutung für die beruflichen Chancen des Benoteten besitzt. In diesem Fall greift sie in das Grundrecht der Berufsfreiheit (Art. 12 Abs. 1 GG) ein, weshalb sie eine selbstständige Regelung darstellt.

#### Wiederholende Verfügung und Zweitbescheid
Hat eine Behörde anlässlich eines konkreten Sachverhalts bereits in der Vergangenheit eine Sachentscheidung durch Verwaltungsakt getroffen, der bestandskräftig geworden ist, so stellt ein erneuter Bescheid nur dann eine neue und damit eigenständig anfechtbare Regelung in Gestalt eines sog. Zweitbescheids dar, wenn ihm entnommen werden kann, dass die Behörde in eine neue Sachprüfung eingetreten ist. Ansonsten handelt es sich um eine wiederholende Verfügung. Entscheidend für die Abgrenzung zwischen Zweitbescheid und wiederholender Verfügung ist der durch Auslegung ermittelte Erklärungsinhalt des fraglichen Bescheids im konkreten Fall.

#### Vorläufiger Verwaltungsakt
Wenn die Verwaltung noch im Ungewissen darüber ist, ob alle Tatbestandsvoraussetzungen für eine Entscheidung vorliegen, kann sie dennoch bereits eine Regelung treffen. Sie kann das Nichtvorliegen bzw. die Ungewissheit über das Vorliegen von Tatbestandsvoraussetzungen berücksichtigen, indem sie die endgültige Verbindlichkeit einer Regelung einschränkt, sich z. B. eine Nachprüfung und Neuregelung vorbehält. Dann spricht man von einer „vorläufigen Regelung“. Bei Geldleistungen kann die Rückforderung, bei Geldforderungen die Anrechnung oder Rückerstattung vorbehalten sein. Grundsätzlich kann die Nachprüfung, Änderung oder endgültige Entscheidung vorbehalten werden. Eine Regelung kann als vorläufig oder vorzeitig, als Vorschuss oder Vorausleistung bezeichnet werden.

### Einzelfall
|          | individuell    | generell           |
| -------- | -------------- | ------------------ |
| konkret  | Verwaltungsakt | Allgemeinverfügung |
| abstrakt | Verwaltungsakt | Rechtsnorm         |

Ein Verwaltungsakt wird weiterhin dadurch charakterisiert, dass er individuell und in der Regel auch konkret ist, also dazu bestimmt, einen konkreten Einzelfall einer bestimmten individuellen Person zu regeln. Er kann aber auch abstrakt sein anstatt konkret, da er, wenn er auf viele Fälle anwendbar ist, eben auch auf den konkreten Fall anwendbar ist.
Durch das Merkmal des Adressatenkreises aber (individuell vs. generell) unterscheidet sich der Verwaltungsakt von der Rechtsnorm, etwa dem Parlamentsgesetz, der Rechtsverordnung oder der Satzung, denn diese sind abstrakt-generelle Regelungen, die sich auf eine unbestimmte Vielzahl von Fällen einer Vielzahl von Personen beziehen.

#### Abgrenzung zur Allgemeinverfügung
Als eine besondere Form des Verwaltungsakts ist die  Allgemeinverfügung legaldefiniert (z. B. § 35 Satz 2 VwVfG). Diese ist zwar auch konkret, aber nicht individuell. Sie richtet sich an einen nach gewissen Merkmalen bestimmten oder bestimmbaren Personenkreis oder regelt die öffentlich-rechtliche Eigenschaft einer Sache oder deren Benutzung durch die Allgemeinheit. Für Allgemeinverfügungen bestehen teilweise besondere Verfahrens- und Formregelungen, etwa bezüglich der Anhörung in § 28 Abs. 2 Nummer 4 VwVfG, der Begründung in § 39 Abs. 2 Nummer 5 VwVfG und der Bekanntgabe in § 41 Abs. 3 Satz 2 VwVfG.
§ 35 Satz 2 VwVfG nennt drei Arten von Allgemeinverfügungen:

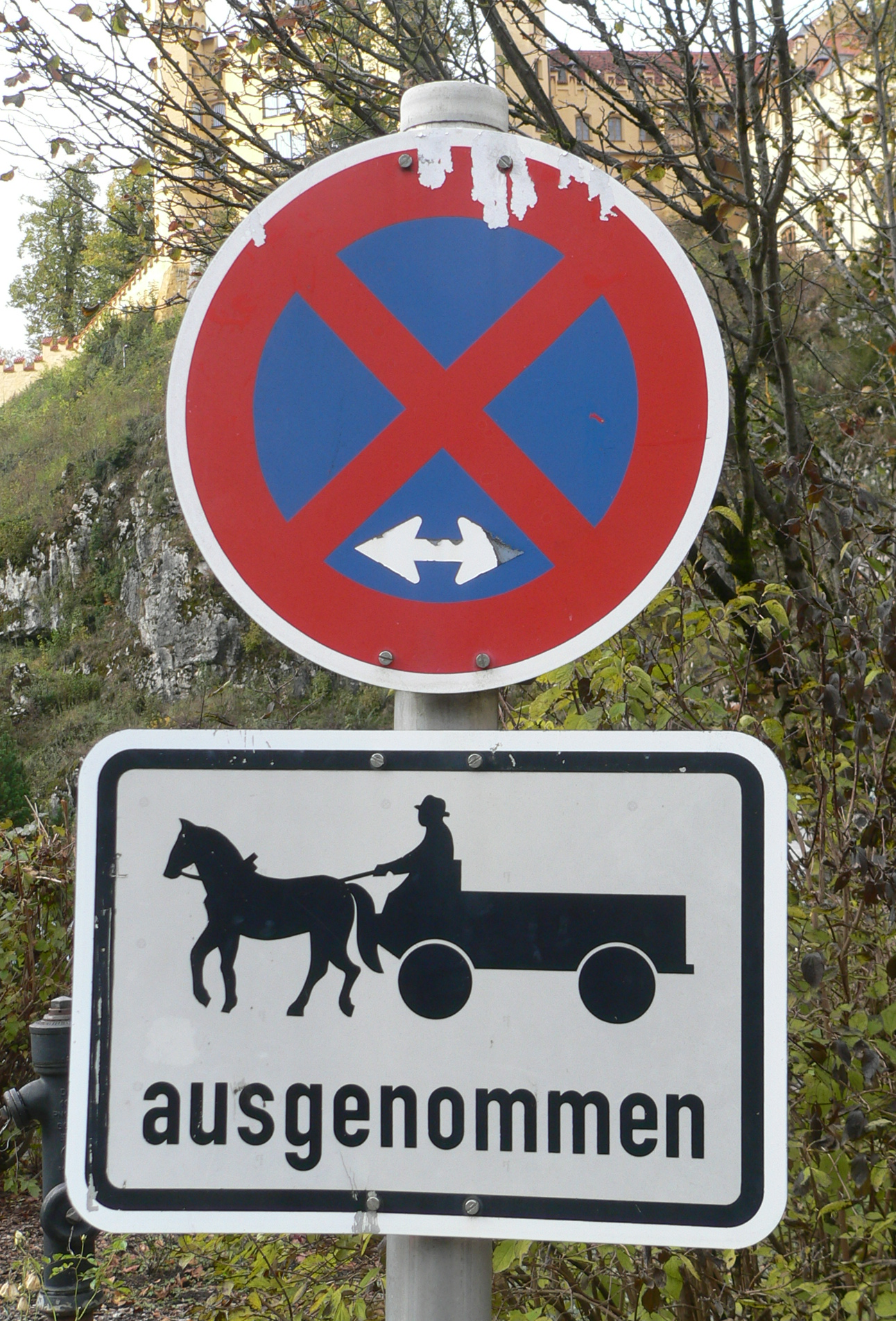
Verkehrszeichen als Beispiel einer Allgemeinverfügung

- Eine personen- oder adressatenbezogene Allgemeinverfügung nach § 35 Satz 2 Variante 1 VwVfG bestimmt ihren Adressatenkreis anhand von allgemeinen Merkmalen, beispielsweise die Auflösung einer Versammlung, die sich an jeden richtet, der an der Versammlung teilnimmt.
- Eine sachbezogene oder dingliche Allgemeinverfügung nach § 35 Satz 2 Variante 2 VwVfG regelt die öffentlich-rechtliche Eigenschaft einer Sache, so beispielsweise die Widmung einer Straße und die Vergabe von Hausnummern.[47][48]
- Eine benutzungsregelnde Allgemeinverfügung nach § 35 Satz 2 Variante 3 VwVfG regelt die Benutzung einer Sache durch die Allgemeinheit. Darunter fallen beispielsweise die Benutzungsregeln einer Anstalt des öffentlichen Rechts, etwa eines Museums. Nach überwiegender Auffassung zählen ferner Verkehrszeichen dazu.[47]

### Außenwirkung
Ein Verwaltungsakt richtet sich schließlich final an eine Person außerhalb der Verwaltung.
Einer dienstlichen Weisung an einen Beamten fehlt es an Außenwirkung. Die Anweisung zur Vornahme einer Amtshandlung oder die Umsetzung einer solchen innerhalb einer Behörde sind keine Verwaltungsakte. Anders verhält es sich, wenn daneben ein Eingriff in den persönlichen Rechtskreis des Weisungsadressaten vorliegt, wie die Versetzung und die Abordnung eines Beamten.
Handlungen zwischen Verwaltungsträgern entfalten grundsätzlich keine Außenwirkung, sie sind bloße Verwaltungsinterna. Beispiele sind das vor Erteilung einer Baugenehmigung erforderliche Einvernehmen, das die Gemeinde gegenüber der Baugenehmigungsbehörde erklärt oder ein Gemeinderatsbeschluss, dem bis zum Vollzug durch den Bürgermeister keine unmittelbare Außenwirkung zukommt. Anders liegt der Fall bezüglich der Rechtsaufsicht. Im Kommunalrecht überprüft eine Aufsichtsbehörde etwa die Rechtmäßigkeit des Gemeindehandelns. Erlässt sie gegenüber einer Gemeinde eine aufsichtsrechtliche Maßnahme, etwa indem sie den Beschluss des Gemeinderats beanstandet, hat diese Außenwirkung, denn die Beanstandung berührt das kommunale Selbstverwaltungsrecht.
Organisationsakte der Verwaltung können Außenwirkung entfalten, wenn strukturelle Verwaltungsänderungen vorgenommen werden, beispielsweise ein Verwaltungsträger geschaffen oder aufgehoben wird. Die Rechtsprechung hat das bei der Schließung einer Schule angenommen, da das elterliche Recht auf freie Schulauswahl berührt (Art. 6 Abs. 2 GG) ist. Verneint wurde die Außenwirkung demgegenüber bei der Schließung einer Kindertagesstätte.

## Arten des Verwaltungsakts
Angesichts ihrer Vielgestaltigkeit werden Verwaltungsakte in der Rechtswissenschaft anhand unterschiedlicher Kriterien systematisiert.

### Unterscheidung nach dem Inhalt
Ein befehlender Verwaltungsakt verpflichtet seinen Adressaten durch Gebot oder Verbot zu einem bestimmten Tun, Dulden oder Unterlassen. Wird der Verwaltungsakt nicht befolgt, kann die erlassende Behörde diesen mit Zwangsmitteln durchsetzen. Solche Verwaltungsakte kommen häufig im Bereich der Gefahrenabwehr zum Einsatz. So enthält etwa der Platzverweis das Gebot, sich von einem Ort zu entfernen und das Verbot, diesen in naher Zeit erneut zu betreten.

Einbürgerung als Beispiel eines gestaltenden Verwaltungsakts

Ein gestaltender Verwaltungsakt begründet, ändert oder beendet ein Rechtsverhältnis. Diese Wirkung besitzt beispielsweise die Beamtenernennung, die ein Beamtenverhältnis begründet oder die Erteilung einer Erlaubnis, beispielsweise zum Betrieb einer Gaststätte.
Ein feststellender Verwaltungsakt stellt das Bestehen oder Nichtbestehen eines Rechtsverhältnisses fest. Diese Funktion besitzt beispielsweise die Baugenehmigung, welche die Vereinbarkeit eines Vorhabens mit dem öffentlichen Baurecht feststellt.
Ein dinglicher Verwaltungsakt ist nicht personen-, sondern sach- oder vorhabenbezogen. Deshalb wirkt beispielsweise eine baurechtliche Beseitigungsanordnung auch gegenüber dem Rechtsnachfolger in das bebaute Grundstück.
Der streitentscheidende Verwaltungsakt dient der Entscheidung eines streitigen Rechtsverhältnisses. Diesen Zweck verfolgt beispielsweise die Entscheidung der Vergabekammer im Nachprüfungsverfahren gemäß § 168 Abs. 3 Satz 1 des Gesetzes gegen Wettbewerbsbeschränkungen, durch die ein vergaberechtlicher Streit unter Konkurrenten entschieden wird.
Eine Sonderform ist der beurkundende Verwaltungsakt, etwa die Eintragung in das Wasserbuch mit rein deklaratorischer Wirkung.

### Unterscheidung nach der Wirkung für den Betroffenen
Ein Verwaltungsakt kann für die von ihm Betroffenen begünstigende oder belastende Wirkung haben. Ein begünstigender Verwaltungsakt begründet oder bestätigt gemäß § 48 Abs. 1 Satz 2 VwVfG ein Recht oder einen rechtlich erheblichen Vorteil. Dies trifft beispielsweise auf den Dispens zu, durch den ein Bürger von einem öffentlich-rechtlichen Ge- oder Verbot befreit wird. Weiterhin begünstigend wirken Kassenzulassung und Approbation, die ihrem Adressaten ein Recht einräumen. Ein belastender Verwaltungsakt greift demgegenüber in den Rechtskreis einer Person ein. Dies trifft etwa auf die Gewerbeuntersagung zu, welche die Ausübung eines Gewerbes verbietet.
Enthält ein Verwaltungsakt sowohl begünstigende als auch belastende Elemente, handelt es sich um einen Verwaltungsakt mit Doppelwirkung (auch Mischverwaltungsakt). Eine solche Wirkung entfaltet beispielsweise eine Baugenehmigung, die an die Auflage gekoppelt ist, zusätzliche Stellplätze zu errichten.
Schließlich kann ein Verwaltungsakt für eine Person begünstigend und für eine andere belastend wirken (Verwaltungsakt mit Drittwirkung, § 80a VwGO). Dies trifft etwa auf die Baugenehmigung zu, die dem Bauherrn ein Bauvorhaben gestattet, das dessen Nachbarn beeinträchtigt.

### Unterscheidung nach der Gesetzesbindung
Bei einem gebundenen Verwaltungsakt hat die Verwaltung keine Gestaltungsbefugnis, weder auf Tatbestandebene in Form eines Beurteilungsspielraums noch auf Rechtsfolgenseite in Form einer Ermessensermächtigung. Er wird im Gesetz signalisiert durch Worte wie „hat“, „wird“, „muss“ oder „ist“. Zum Erlass eines begünstigenden gebundenen Verwaltungsakts ist die zuständige Behörde verpflichtet, wenn die Tatbestandsvoraussetzungen eines subjektiven Anspruchs vorliegen. So verhält es sich beispielsweise bei der Aufenthaltserlaubnis für anerkannte Asylbewerber oder Flüchtlinge nach § 25 Abs. 1, 2 des Aufenthaltsgesetzes (AufenthG): Die Erlaubnis muss erteilt werden, sobald die Asylberechtigung oder die Flüchtlingseigenschaft festgestellt wurde. Ebenso muss die Baugenehmigung erteilt werden, wenn öffentliches Recht dem Bauvorhaben nicht entgegensteht.
Das Gegenstück zum gebundenen Verwaltungsakt stellt der Ermessensverwaltungsakt dar. Dessen Erlass steht im pflichtgemäßen Ermessen der Behörde. Um einen solchen Verwaltungsakt handelt es sich beispielsweise bei einer Maßnahme, die auf Grundlage der polizei- und ordnungsrechtlichen Generalklauseln ergeht. Hiernach kann eine Behörde Maßnahmen treffen, um eine Gefahr abzuwehren. Der Bürger hat keinen Anspruch auf den Verwaltungsakt, aber einen Rechtsanspruch auf fehlerfreie Ermessensausübung, die freilich nicht immer zum selben Ergebnis führt, da Ermessen in aller Regel die Wahl zwischen legalen Alternativen bedeutet.

### Unterscheidung nach dem zeitlichen Regelungsgehalt
Ein Punktverwaltungsakt (oder auch Momentverwaltungsakt) erschöpft sich in einem einmaligen Ge- oder Verbot oder in einer einmaligen Gestaltung der Rechtslage, beispielsweise die Rücknahme einer Beamtenernennung.
Der sog. Verwaltungsakt mit Dauerwirkung weist die Besonderheit auf, dass seine Wirkung nicht zu einem bestimmten Zeitpunkt, sondern während eines bestimmten Zeitraums eintritt. Dies trifft beispielsweise auf einen Verwaltungsakt zu, der den dauernden regelmäßigen Bezug von Sozialleistungen zum Gegenstand oder zur Folge hat.
Ein Kettenverwaltungsakt enthält eine Kette von befristeten oder auflösend bedingten Verwaltungsakten, an die bei Fristablauf oder Bedingungseintritt ein neuer befristeter oder auflösend bedingter Verwaltungsakt anschließt. Um einen Kettenverwaltungsakt handelt es sich beispielsweise bei einer immer wieder verlängerten gewerberechtlichen Erlaubnis oder Aufenthaltserlaubnis.
Ein vorläufiger Verwaltungsakt ergeht in dringlichen Fällen, bei denen der Sachverhalt noch unklar ist. Die Behörde erlässt aus diesem Grund eine Regelung unter Vorbehalt. Diese vorläufige Regelung bleibt solange bestehen, bis die Behörde eine endgültige Entscheidung trifft. Zum vorläufigen Verwaltungsakt in den Fachgesetzen, siehe oben.
Ein vorsorglicher Verwaltungsakt enthält eine Regelung, die unter dem Vorbehalt steht, dass eine andere Behörde das Vorliegen seiner rechtlichen Voraussetzungen bestätigt. Ein solcher liegt etwa vor, wenn das Integrationsamt die notwendige Zustimmung zur Kündigung eines Schwerbehinderten verweigert, obwohl das Versorgungsamt noch nicht abschließend festgestellt hat, dass dieser schwerbehindert ist.

### Unterscheidung nach dem Zustandekommen
Hinsichtlich des Zustandekommens wird zwischen einseitigen und mitwirkungsbedürftigen Verwaltungsakten unterschieden. Während der einseitige Verwaltungsakt durch allein die Behörde erlassen wird, ist bei mitwirkungsbedürftigen Verwaltungsakten das Mitwirken des Adressaten erforderlich, so muss ein zu ernennender Beamter, Soldat auf Zeit, Berufssoldat oder Berufsrichter die Ernennungsurkunde entgegennehmen.
Der mehrstufige Verwaltungsakt setzt die Mitwirkung einer anderen Behörde voraus. So wird über die Zulässigkeit bestimmter Bauvorhaben von der Baugenehmigungsbehörde im Einvernehmen mit der Gemeinde entschieden (§ 36 BauGB).
Schließlich sieht § 42a VwVfG in bestimmten gesetzlichen Fällen die Möglichkeit des Erlasses eines fingierten (oder fiktiven) Verwaltungsakts vor. Nach Ablauf einer gesetzlichen Frist wird unterstellt, dass ein Verwaltungsakt erteilt worden ist. So bestimmt etwa § 6a Abs. 1 der Gewerbeordnung, dass eine Gewerbeerlaubnis als erteilt gilt, falls die zuständige Genehmigungsbehörde nicht innerhalb von drei Monaten über den Antrag auf Erlaubniserteilung entschieden hat.

### Unterscheidung nach der Form
Formfreie Verwaltungsakte können in beliebiger Form (schriftlich, elektronisch, mündlich oder in anderer Weise) erlassen werden (§ 37 Abs. 2 Satz 1 VwVfG). Formgebundene Verwaltungsakte in Schriftform (§ 37 Abs. 3 Satz 2 VwVfG) sind praktisch der Regelfall, da die Behörden verpflichtet sind, ihre Tätigkeit aktenmäßig zu dokumentieren. Die Schriftgutverwaltung geschieht zunehmend in elektronischer Form (§ 3a VwVfG).

## Bekanntgabe und Wirksamkeit des Verwaltungsakts
Gemäß § 41 Abs. 1 Satz 1 VwVfG wird ein Verwaltungsakt dadurch wirksam, dass er seinem Adressaten bekanntgegeben wird. Mit Bekanntgabe gemäß § 70 Abs. 1 Satz 1 VwGO und § 74 Abs. 1 Satz 2 VwGO beginnen zudem die Rechtsbehelfsfristen gegen den Verwaltungsakt; im Regelfall betragen sie einen Monat. Fehlt eine Rechtsbehelfsbelehrung oder belehrt sie fehlerhaft, verlängern sich die Fristen gemäß § 58 Abs. 2 VwGO auf ein Jahr.

### Voraussetzungen der Bekanntgabe
Die Bekanntgabe setzt voraus, dass der Verwaltungsakt der Person zugeht, für die er bestimmt ist. Die Bekanntgabe muss gegenüber denjenigen erfolgen, für die der Verwaltungsakt bestimmt ist oder die er betrifft. Eine Baugenehmigung ist etwa regelmäßig gegenüber dem Bauherrn und dessen Nachbarn bekanntzugeben. Die Bekanntgabe muss nicht notwendigerweise gegenüber dem Adressaten des Regelungsinhalts (Inhaltsadressaten) persönlich erfolgen; als Empfänger und Adressat der Bekanntgabe kommt auch ein Dritter in Frage, etwa der gesetzliche Vertreter des Inhaltsadressaten. Wird ein Verwaltungsakt lediglich gegenüber einem Teil seiner Adressaten bekanntgegeben, erlangt er dennoch rechtliche Existenz. Allerdings beginnen Rechtsbehelfsfristen für jeden Adressaten individuell, weshalb sie für diejenigen nicht ablaufen, gegenüber denen keine Bekanntgabe erfolgt. Unabhängig von der Bekanntgabe wird die Zulässigkeit von Rechtsbehelfen allerdings durch das Rechtsinstitut der Verwirkung begrenzt.
Die Bekanntgabe setzt weiterhin voraus, dass die Behörde den Zugang in amtlicher Eigenschaft mit Bekanntgabewillen veranlasst.
Die Bekanntgabe ist grundsätzlich formfrei, sodass der Verwaltungsakt schriftlich, mündlich oder auf andere Weise übermittelt werden kann. Entscheidet sich die Behörde für eine schriftliche Übermittlung durch die Post, gilt der Verwaltungsakt gemäß § 41 Abs. 2 VwVfG grundsätzlich am vierten Tag nach der Aufgabe zur Post als bekannt gegeben. Diese Vier-Tages-Fiktion findet keine Anwendung, wenn der Verwaltungsakt später zugestellt wird. In diesem Fall ist der tatsächliche Zugangszeitpunkt maßgeblich.

#### Zustellung
In gesetzlich vorgeschriebenen Fällen muss ein Verwaltungsakt förmlich zugestellt werden. Hierbei wird die Übergabe des Dokuments, das den Verwaltungsakt enthält, beurkundet. Erforderlich ist die Zustellung gemäß § 73 Abs. 3 Satz 1 VwGO etwa beim Widerspruchsbescheid. Sie ist gemäß § 74 Abs. 4 Satz 1 VwVfG ebenfalls beim Planfeststellungsbeschluss notwendig.

#### Öffentliche Bekanntgabe
In gesetzlich vorgesehenen Fällen kann die Bekanntgabe öffentlich erfolgen. Dies erfolgt durch ortsübliche Bekanntmachung seines Inhalts. Gemäß § 41 Abs. 3 Satz 2 VwVfG ist die öffentliche Bekanntgabe etwa bei der Allgemeinverfügung möglich, weil die individuelle Bekanntgabe untunlich, also mit erheblichem Aufwand verbunden ist. Gemäß § 74 Abs. 5 Satz 1 VwVfG ist eine öffentliche Bekanntgabe weiterhin beim Planfeststellungsbeschluss möglich, falls dieser an mehr als 50 Personen zuzustellen wäre.

#### Sonderfall: Bekanntgabe eines Verkehrszeichens
Umstritten ist, auf welche Weise ein Verkehrszeichen bekanntgegeben wird.
Früher nahm die Rechtsprechung an, ein Verkehrszeichen bedürfe der individuellen Bekanntgabe. Nach dem mittlerweile vorherrschenden Sichtbarkeitsgrundsatz wird das Verkehrszeichen öffentlich bekanntgegeben, indem es so aufgestellt wird, dass es von Autofahrern mit einem raschen und beiläufigen Blick erfasst werden kann. Dies wird aus § 39 Abs. 1 und § 45 Abs. 4 der Straßenverkehrs-Ordnung abgeleitet. Es bedarf mithin keiner tatsächlichen Wahrnehmung durch den betroffenen Verkehrsteilnehmer. Daher entfaltet etwa ein Haltverbot Wirksamkeit gegenüber jedermann, selbst gegenüber demjenigen, der sein Fahrzeug abgestellt hat, bevor das Verbotszeichen aufgestellt wurde.
Der Lauf der Klagefrist gegen ein Verkehrszeichen beginnt ausnahmsweise nicht mit der Bekanntgabe, sondern in dem Zeitpunkt, in dem ein Verkehrsteilnehmer zum ersten Mal auf das Verkehrszeichen trifft. Hierdurch soll ein effektiver Rechtsschutz gewährleistet werden. Liefe die Frist gegenüber jedermann bereits ab der Aufstellung des Verkehrszeichens, fehlte es einem Verkehrsteilnehmer, der erst über ein Jahr später zum ersten Mal mit dem Zeichen konfrontiert würde, an einer Rechtsschutzmöglichkeit. Denn bis zum Zeitpunkt der ersten Wahrnehmung des Verkehrszeichens fehlte ihm die nach § 42 Abs. 2 VwGO erforderliche Klagebefugnis; danach wäre die Klagefrist abgelaufen.

### Wirksamkeit des Verwaltungsakts
Ein Verwaltungsakt bleibt gemäß § 43 Abs. 2 VwVfG wirksam, solange und soweit er nicht zurückgenommen, widerrufen, anderweitig aufgehoben oder durch Zeitablauf oder auf andere Weise erledigt ist. Ein nichtiger Verwaltungsakt ist gemäß § 43 Abs. 3 VwVfG ebenfalls unwirksam.
Es wird zwischen äußerer und innerer Wirksamkeit des Verwaltungsaktes unterschieden. Die äußere Wirksamkeit tritt mit der Bekanntgabe ein. Die innere Wirksamkeit tritt ein, sobald die Regelung des Verwaltungsakts inhaltlich verbindlich wird. Das ist grundsätzlich der Zeitpunkt, an dem der Verwaltungsakt bestandskräftig wird, gilt aber auch, wenn die sofortige Vollziehbarkeit nach § 80 Abs. 2 Nr. 4 VwGO angeordnet wurde. Ab diesem Zeitpunkt muss der Betroffene das Ge- oder Verbot des Verwaltungsakts beachten oder darf von der gewährten Begünstigung Gebrauch machen. Im Regelfall fallen innere und äußere Wirksamkeit zusammen. Sie fallen auseinander, wenn die Regelung an eine aufschiebende Bedingung geknüpft ist. In diesem Fall tritt die äußere Wirksamkeit bereits mit Bekanntgabe ein, die innere Wirksamkeit erst mit Bedingungseintritt.
Will eine Behörde die Rechtswirkungen ihres Verwaltungsakts beseitigen, muss sie ihn durch einen neuen Verwaltungsakt aufheben.
Die Erledigung eines Verwaltungsakts bedeutet den Wegfall seiner beschwerenden Regelung. Ob dieser Wegfall eingetreten ist, ist vom Regelungsgehalt des Verwaltungsakts her zu beurteilen. Die Erledigung kann beispielsweise durch Zeitablauf eintreten, wenn eine Zeitbestimmung (Befristung) zum wesentlichen Inhalt des Verwaltungsakts gehört.

## Rechtmäßigkeit
Gemäß Art. 20 Abs. 3 GG ist alle staatliche Gewalt an Gesetz und Recht gebunden. Für die Verwaltung folgt hieraus der Grundsatz der Gesetzmäßigkeit der Verwaltung. Hiernach darf sie nicht ohne gesetzliche Ermächtigung (Vorbehalt des Gesetzes) und nicht im Widerspruch zu bestehenden gesetzlichen Regelungen (Vorrang des Gesetzes) handeln.

### Rechtsgrundlage
Aufgrund des Vorbehalts des Gesetzes setzt ein Behördenhandeln voraus, dass es sich auf eine wirksame Rechtsgrundlage stützt.
Hohe Voraussetzungen gelten diesbezüglich im Bereich der Eingriffsverwaltung, zu der etwa die Tätigkeit der Polizei zählt. Da deren Handeln in Grundrechte eingreift, bedarf es eines verfassungsmäßigen Parlamentsgesetzes als Rechtsgrundlage, das regelt, unter welchen Voraussetzungen und in welchem Umfang eine Behörde in einen fremden Rechtskreis eingreifen darf.
In anderen Bereichen, etwa der Leistungsverwaltung, ist strittig, wie die Legitimationsgrundlage beschaffen sein muss, so etwa bei der Gewährung von Subventionen. Nach der Lehre vom Totalvorbehalt bedarf es wegen des Vorbehalts des Gesetzes auch hier einer Befugnisnorm, welche die Grundzüge des Behördenhandelns regelt. Nach vorherrschender Auffassung in der Rechtswissenschaft ist dies hingegen nicht geboten, da mangels einer Verkürzung von Rechten kein vergleichbares Schutzbedürfnis besteht. Die notwendige demokratische Legitimation könne auch auf anderem Wege erfolgen. Bei Subventionen genüge somit regelmäßig die Bereitstellung von Mitteln im Haushaltsplan. Eine Befugnisnorm sei lediglich in solchen Bereichen erforderlich, deren wesentliche Bedeutung eine Regelung durch Parlamentsgesetz voraussetze. Dies treffe insbesondere auf Bereiche zu, welche die Ausübung von Grundrechten beeinflussen.
Damit eine Behörde mittels Verwaltungsakts handeln darf, muss die Rechtsgrundlage hierzu ermächtigen. Einige Normen sehen eine solche Verwaltungsaktbefugnis ausdrücklich vor, etwa § 49a Abs. 1 Satz 2 VwVfG. Sie kann sich aber auch aus dem Sachzusammenhang einer Regelung ergeben. Dies trifft beispielsweise bei Ansprüchen im Beamtenverhältnis zu, etwa durch Rückerstattung von Bezügen nach § 12 Abs. 2 des Bundesbesoldungsgesetzes.

### Formelle Rechtmäßigkeit
Die formelle Rechtmäßigkeit bezieht sich vor allem auf das Zustandekommen eines Verwaltungsakts. Sie setzt voraus, dass die zuständige Behörde die Vorschriften über das Verwaltungsverfahren und die Form einhält.

#### Zuständigkeit
Das Gesetz regelt im Wesentlichen drei Formen der Zuständigkeit: die sachliche, die örtliche und die instanzielle. Diese ergeben sich aus dem einschlägigen Fachrecht, etwa dem Polizeirecht oder dem öffentlichen Baurecht.
Die sachliche Zuständigkeit beurteilt sich anhand des fachlichen Tätigkeitsbereichs einer Behörde. So ist etwa die Polizei zur Wahrnehmung von Polizeiaufgaben zuständig. Die örtliche Zuständigkeit beurteilt sich nach dem räumlichen Tätigkeitsbereich, der einer Behörde zugewiesen ist. Diesbezüglich enthält § 3 VwVfG eine allgemeine Auffangregelung, die eingreift, falls das einschlägige Fachrecht keine entsprechende Regelung enthält. Die instanzielle Zuständigkeit regelt schließlich, welche Instanz innerhalb des mehrstufigen Behördenaufbaus handeln darf.
Die funktionelle Zuständigkeit bestimmt, wer innerhalb einer Behörde für die Bearbeitung einer Angelegenheit zuständig ist. Sie wird im Regelfall durch Binnenrecht der Verwaltung geregelt, etwa durch den Geschäftsverteilungsplan. Da solche Vorschriften als reine Verwaltungsinterna grundsätzlich keine Außenwirkung haben, führt ein Verstoß hiergegen entsprechend nicht zur Rechtswidrigkeit des Handelns. Etwas anderes gilt, wenn die Zuständigkeit durch Gesetz geregelt ist, so beispielsweise in § 61 Abs. 1 Satz 2 VwVfG.

#### Verfahren
Grundsätzlich beginnt ein Verwaltungsverfahren nach § 22 Satz 1 VwVfG. Demnach entscheidet die Behörde nach pflichtgemäßem Ermessen (§ 40 VwVfG), ob und wann sie ein Verwaltungsverfahren durchführt (sog. Opportunitätsprinzip).
Dies gilt nicht, wenn die Behörde von Amts wegen oder auf Antrag tätig werden muss (sog. Offizial- und Antragsprinzip, § 22 Satz 2 Nr. 1 VwVfG). Die Behörde führt kein Verwaltungsverfahren durch, wenn sie nur auf Antrag tätig werden darf und ein Antrag nicht vorliegt (§ 22 Satz 2 Nr. 2 VwVfG).
Das Verwaltungsverfahrensgesetz unterscheidet drei Formen des Verfahrens: das nichtförmliche Verfahren, das förmliche Verfahren sowie das Planfeststellungsverfahren.
Den Regelfall bildet gemäß § 10 VwVfG das nichtförmliche Verfahren, das an bestimmte Formen nicht gebunden sowie einfach, zweckmäßig und zügig durchzuführen ist. Gemäß dem in § 24 VwVfG normierten Untersuchungsgrundsatz hat die Behörde den fraglichen Sachverhalt von Amts wegen zu ermitteln.
Nach § 20, § 21 VwVfG darf eine Person nicht am Verfahren mitwirken, die zu einem Verfahrensbeteiligten in einer besonderen Nähebeziehung steht oder bei der die Besorgnis der Befangenheit besteht. Hat der Ausgang des Verfahrens rechtsgestaltende Wirkung für einen Dritten, wird dieser gemäß § 13 Abs. 2 Satz 2 VwVfG zum Verfahren hinzugezogen. Aus § 29 VwVfG ergibt sich für die Beteiligten ein Anspruch auf Akteneinsicht.
Vor Erlass eines belastenden Verwaltungsakts hat die Behörde die Beteiligten gemäß § 28 Abs. 1 VwVfG anzuhören. Hierzu gibt sie ihnen Gelegenheit, sich zu den für die Entscheidung erheblichen Tatsachen zu äußern. Von der Anhörung kann nur unter den Voraussetzungen der § 28 Abs. 2 und Abs. 3 VwVfG abgesehen werden. Durch das Anhörungsverfahren soll den Beteiligten rechtliches Gehör gewährt werden, damit diese auf das Verfahren der Verwaltung und auf deren Entscheidung Einfluss nehmen können und nicht bloßes Objekt des Verwaltungsverfahrens werden. Die Anhörung dient zugleich der umfassenden Sachverhaltsaufklärung.
Wenn es gesetzlich besonders angeordnet ist, findet ein förmliches Verwaltungsverfahren statt. Es zeichnet sich gemäß § 67 Abs. 1 Satz 1 VwVfG dadurch aus, dass dem Erlass eines Verwaltungsakts eine mündliche Verhandlung vorangeht. Im Planfeststellungsverfahren wird gemäß § 73 VwVfG ein öffentliches Anhörungsverfahren durchgeführt.

#### Form
Grundsätzlich kann ein Verwaltungsakt gemäß § 37 Abs. 2 Satz 1 VwVfG formfrei erlassen werden. Zahlreiche Spezialgesetze sehen allerdings Formpflichten vor. Gemäß § 10 Abs. 2 des Bundesbeamtengesetzes erfolgt die Ernennung eines Beamten beispielsweise durch Aushändigung einer Urkunde.
Wird ein Verwaltungsakt schriftlich oder elektronisch erlassen, muss er gemäß § 39 Abs. 1 VwVfG grundsätzlich eine Begründung enthalten, in der die Behörde die wesentlichen Gründe mitteilt, welche sie zu ihrer Entscheidung bewogen haben.

### Materielle Rechtmäßigkeit
Materiell rechtmäßig ist ein Verwaltungsakt, wenn er die Vorgaben seiner Rechtsgrundlage erfüllt. Zu unterscheiden ist hierbei zwischen dem Tatbestand der Rechtsgrundlage sowie den Rechtsfolgen, die sie erlaubt.

#### Tatbestand
Der Tatbestand einer Norm stellt die Voraussetzungen für den Erlass eines Verwaltungsaktes auf. Eine polizeiliche Verfügung setzt eine bestehende Gefahr für die öffentliche Sicherheit oder Ordnung voraus, bei der der Normadressat als Handlungs-, Zustands- oder auch Nichtstörer in Anspruch genommen werden darf.
Enthält die Rechtsgrundlage einen unbestimmten Rechtsbegriff, muss die Behörde dessen Bedeutung durch Auslegung ermitteln, erforderlich beispielsweise beim gewerberechtlichen Begriff der Unzuverlässigkeit. Die Rechtmäßigkeit einer Auslegung kann gerichtlich überprüft werden, was sich aus der Garantie effektiven Rechtsschutzes (Art. 19 Abs. 4 GG) herleitet.
Gelegentlich ist eine umfassende Prüfung aus tatsächlichen Gründen nicht möglich, so bei prüfungsspezifischen Wertungen und dienstlichen Beurteilungen. Im Rahmen des Beurteilungsspielraums ergehen derartige Entscheidungen auf Grundlage eines einmaligen und der gerichtlichen Feststellung unzugänglichen tatsächlichen Verhaltens in der Prüfung oder im Dienstalltag. Das Gericht überprüft die Entscheidung lediglich im Hinblick darauf, ob Beurteilungsfehler begangen wurden. Es kann die Behördenentscheidung deshalb nicht aufheben, sondern lediglich zur erneuten Entscheidung unter Beachtung der Rechtsauffassung des Gerichts verurteilen. Beurteilungsspielraum besteht auch bei Entscheidungen weisungsunabhängiger Gremien und bei technischen Prognosen.

#### Rechtsfolge
Einige Rechtsnormen bestimmen, dass bei Vorliegen aller Tatbestandsmerkmale eine bestimmte Rechtsfolge eintritt. So muss gemäß § 4 Abs. 1 Satz 1 des Gaststättengesetzes eine Gaststättenkonzession versagt werden, wenn ein Versagungsgrund vorliegt, was eine gebundene Entscheidung darstellt.
Zahlreiche Normen geben keine bestimmte Rechtsfolge vor, vielmehr räumen sie der Behörde Ermessensspielraum ein, beispielsweise bei polizei- und ordnungsrechtlichen Generalklauseln. Die Behörde kann eigene Maßnahmen zur Gefahrenabwehr treffen. Die Behörde kann entscheiden, ob, wie und gegenüber wem sie tätig wird. Gemäß § 40 VwVfG bestehen gesetzliche Ermessensgrenzen. Ermessenserwägungen dürfen grundsätzlich nicht unterlassen, Ermessensgrenzen nicht überschritten werden. Bei ihrer Entscheidung darf sich die Behörde auch nicht von sachfremden Erwägungen leiten lassen. Ein fehlerhafter Ermessensgebrauch kann den Verwaltungsakt materiell rechtswidrig machen und ist gemäß § 114 Satz 1 VwGO gerichtlich überprüfbar. Ermessenserwägungen können gemäß § 114 Satz 2 VwGO im verwaltungsgerichtlichen Verfahren unter bestimmten Voraussetzungen ergänzt werden. Sowohl die Auslegung unbestimmter Rechtsbegriffe als auch der Ermessensgebrauch werden häufig durch Verwaltungsvorschriften als verwaltungsinterne Direktiven vereinheitlicht.
In Einzelfällen kann der Ermessensspielraum auf Null reduziert sein, sodass nur eine rechtmäßige Handlungsmöglichkeit verbleibt. Häufig ist das im Gefahrenabwehrrecht der Fall, wenn eine Behörde einzuschreiten hat, um ihre Schutzpflichten zu erfüllen.
In Planungsangelegenheiten wird zumeist eine Vielzahl von Erwägungen berücksichtigt, weshalb eine Ermessensbetätigung einer Abwägung weicht. Hierbei sind die rechtlichen Anforderungen geringer. Die Vornahme der Abwägung und die sachgerechte Berücksichtigung der relevanten Aspekte können gerichtlich überprüft werden.

## Fehlerfolgen
Das Gesetz sieht für Verwaltungsakte differenzierte Fehlerfolgen vor. Bestimmte Fehler sind unbeachtlich oder zumindest heilbar. Inhaltlich korrekte Entscheidungen sollen nämlich davor geschützt werden, aufgrund unbedeutender Fehler gerichtlich angegriffen zu werden. Ist ein Verwaltungsakt rechtswidrig, führt dies nicht zwangsläufig zu seiner Nichtigkeit. Er bleibt vielmehr bis zu einer etwaigen Aufhebung wirksam, was der Rechtssicherheit und Effektivität des Verwaltungshandelns dient.

### Korrektur offensichtlicher Unrichtigkeiten, § 42 VwVfG
Weist ein Verwaltungsakt eine offensichtliche Unrichtigkeit auf, etwa einen Rechen- oder Schreibfehler, darf die Behörde diesen gemäß § 42 VwVfG jederzeit nachträglich berichtigen. Die Korrektur besitzt lediglich klarstellende Funktion.

### Nichtigkeit des Verwaltungsakts, § 44 VwVfG
Gemäß § 44 VwVfG ist ein Verwaltungsakt lediglich dann nichtig, wenn einer der in der Rechtsnorm genannten Nichtigkeitsgründe vorliegt.
Besondere Nichtigkeitsgründe nennt § 44 Abs. 2 VwVfG: Hiernach ist ein Verwaltungsakt nichtig, der schriftlich oder elektronisch erlassen worden ist, die erlassende Behörde aber nicht erkennen lässt. Kann ein Verwaltungsakt nur durch Ausstellung einer Urkunde erlassen werden, ist er nichtig, wenn diese Form nicht gewahrt wird. Auch Entscheidungen örtlich unzuständiger Behörden sind nichtig, falls sie sich „auf unbewegliches Vermögen oder ein ortsgebundenes Recht oder Rechtsverhältnis beziehen“ (§ 4 Abs. 1 Nummer 1). Können Regelungsinhalte aus tatsächlichen Gründen nicht ausgeführt werden oder würde die Befolgung zur Begehung einer rechtswidrigen Tat oder zu einem Sittenverstoß führen, führt das ebenfalls zur Nichtigkeit.
Nach § 44 Abs. 1 VwVfG ist ein Verwaltungsakt nichtig, der mit einem besonders schweren Fehler behaftet ist, also gravierende Fehler aufweist oder in einem derartigen Widerspruch zur Rechtsordnung steht, dass sein Fortbestand unvertretbar wäre. Es genügt, dass dies für einen durchschnittlichen Bürger ohne weiteres erkennbar ist. Als nichtig beurteilte die Rechtsprechung beispielsweise die Erlaubnis zum strafbaren Glücksspiel.
Bestimmte formelle Fehler führen gemäß § 44 Abs. 3 VwVfG ausdrücklich nicht zur Nichtigkeit des Verwaltungsakts. Ein solcher Fehler liegt beispielsweise vor, wenn eine nach § 20 Abs. 1 Satz 1 Nummer 2 bis 6 VwVfG ausgeschlossene Person am Verfahren mitgewirkt hat.
Da die Nichtigkeit eines Verwaltungsakts oft nicht eindeutig erkennbar ist, kann die Behörde diese gemäß § 44 Abs. 5 VwVfG verbindlich feststellen. Hierzu ist sie sogar verpflichtet, falls die Feststellung durch eine Person beantragt wird, die hieran ein berechtigtes Interesse hat.

### Heilung von Verfahrensfehlern, § 45 VwVfG
Verfahrensfehler können nach § 45 VwVfG bis zum Abschluss der letzten Tatsacheninstanz, also der Berufung, durch Nachholung geheilt werden, was die formelle Rechtswidrigkeit eines Verwaltungsakts beseitigt. Dies soll den Fortbestand materiell richtiger Entscheidungen schützen. Nach vorherrschender Auffassung wirkt die Heilung rückwirkend, sodass der Verwaltungsakt ab Bekanntgabe als rechtmäßig gilt.
Eine Heilung nach § 45 VwVfG kommt etwa in Betracht, wenn eine nach § 28 Abs. 1 VwVfG notwendige Anhörung unterblieben ist. Dazu muss die Behörde sich nachträglich mit dem Vorbringen des Beteiligten auseinandersetzen und ihre bereits getroffene Entscheidung ergebnisorientiert hinterfragen.

### Unbeachtlichkeit formeller Fehler, § 46 VwVfG
Gemäß § 46 VwVfG ist ein Fehler eines Verwaltungsakts unbeachtlich, wenn er die Sachentscheidung offensichtlich nicht beeinflusst hat. Anders als in Fällen des § 45 VwVfG berührt dies die Rechtswidrigkeit des Verwaltungsakts nicht. § 46 VwVfG schließt lediglich den grundsätzlich bestehenden Anspruch des Bürgers auf Aufhebung des rechtswidrigen Verwaltungsakts aus. Dies dient der Verfahrensökonomie.
Die Folge des § 46 VwVfG kommt bei Fehlern über die örtliche Zuständigkeit, das Verfahren und die Form in Betracht. Unbeachtlich ist ein Fehler, wenn er sich auf die Entscheidung offensichtlich nicht ausgewirkt hat. Dies kann bei gebundenen Entscheidungen der Fall sein, weil nur eine Entscheidung materiell rechtmäßig ist. Standen der Behörde mehrere Entscheidungsmöglichkeiten offen (insbesondere bei Ermessensentscheidungen), kann regelmäßig nicht ausgeschlossen werden, dass sich der Fehler ausgewirkt hat.

### Umdeutung eines Verwaltungsakts, § 47 VwVfG
Gemäß § 47 VwVfG darf ein fehlerhafter Verwaltungsakt in einen anderen Verwaltungsakt umgedeutet werden. So kann eine rechtswidrige außerordentliche Entlassung in eine rechtmäßige ordentliche umgedeutet werden. Dies ähnelt § 140 BGB, der die Umdeutung einer Willenserklärung ermöglicht. Die Umdeutung soll die Durchführung eines erneuten Verwaltungsverfahrens vermeiden. In der Rechtspraxis findet die Umdeutung selten Anwendung.
Voraussetzung für eine Umdeutung ist die Identität seiner Zielrichtung und formell- wie materiellrechtliche Rechtmäßigkeit. Gemäß § 47 Abs. 2 Satz 1 VwVfG darf die Umdeutung zu keinem Widerspruch zum erkennbaren Willen der Behörde führen. Die Rechtsfolgen für den Betroffenen dürfen nicht ungünstiger werden. Vor der Umdeutung muss der Betroffene gemäß § 47 Abs. 4 VwVfG angehört werden.

## Aufhebung eines Verwaltungsakts
Ein aufgehobener Verwaltungsakt ist unwirksam. Aufhebungen können unterschiedlich erfolgen.
Ein durch Rechtsbehelf angegriffener Verwaltungsakt kann sowohl durch die Widerspruchsbehörde als auch durch ein Gericht gemäß § 113 Abs. 1 Satz 1 VwGO aufgehoben werden, wenn er rechtswidrig ist und den Widerspruchsführer oder Kläger in seinen Rechten verletzt.
Die Behörde kann einen von ihr erlassenen Verwaltungsakt auch selbst aufheben. Das kann rechtmäßige und rechtswidrige Verwaltungsakte gleichermaßen treffen. Praktische Bedeutung kommt dem zu, wenn ein Verwaltungsakt bereits bestandskräftig ist und nicht mehr angegriffen werden kann. Da die rückwirkende Beseitigung eines Verwaltungsakts aus Sicht des Betroffenen nachteilig sein kann, etwa weil es sich um einen begünstigenden Verwaltungsakt handelt, trifft das Gesetz unterschiedliche Vorkehrungen, um einen angemessenen Vertrauensschutz zu gewährleisten. Grundsätzlich richtet sich das nach den allgemeinen Verwaltungsverfahrensgesetzen des Bundes und der Länder. Einige Gesetze enthalten speziellere Regelungen, die auf die Besonderheiten der jeweiligen Materie abgestimmt sind. Solche finden sich etwa in § 44 bis § 49 SGB X und § 15 des Gaststättengesetzes.

### Rücknahme, § 48 VwVfG
§ 48 VwVfG hat die Aufhebung eines rechtswidrigen Verwaltungsakts zum Gegenstand, die als Rücknahme bezeichnet wird. Hierbei besteht ein Konflikt zwischen dem Interesse an der Herstellung eines rechtmäßigen Zustands und dem Schutz des Vertrauens der Betroffenen an der Aufrechterhaltung des Verwaltungsakts. Um diesen Konflikt sachgerecht aufzulösen, unterscheidet § 48 VwVfG zwischen der Rücknahme von belastenden und begünstigenden Verwaltungsakten.

#### Belastender Verwaltungsakt
Belastet der Verwaltungsakt seinen Adressaten, steht dessen Rücknahme gemäß § 48 Abs. 1 Satz 1 VwVfG im freien Ermessen der Behörde. Der Belastete hat grundsätzlich einen Anspruch darauf, dass die Behörde ermessensfehlerfrei über die Rücknahme entscheidet. Dieser Anspruch verdichtet sich zu einem Anspruch auf Rücknahme, falls der Fortbestand des Verwaltungsakts einen unerträglichen Zustand zur Folge hätte. Dies kommt etwa in Frage, wenn er offensichtlich rechtswidrig ist, ein Berufen auf Unanfechtbarkeit treu- oder sittenwidrig wäre oder sich die Verwaltung durch eine bestimmte Entscheidungspraxis selbst gebunden hat.

#### Begünstigender Verwaltungsakt
Erschwert ist die Rücknahme, wenn der Verwaltungsakt eine begünstigende Wirkung entfaltet. Der Adressat hat dann ein besonderes Interesse daran, dass der Verwaltungsakt bestehen bleibt. Daher beschränkt das Gesetz das Recht der Behörde, einen solchen Verwaltungsakt nachträglich zurückzunehmen.
§ 48 Abs. 2 VwVfG regelt die Aufhebung eines Verwaltungsakts, der eine Geldleistung oder eine teilbare Sachleistung gewährt, etwa eine Subvention. Ein solcher darf zurückgenommen werden, wenn auf Seiten des Begünstigten kein überwiegendes schutzwürdiges Vertrauen auf seinen Fortbestand besteht. Derartiges Vertrauen besteht im Regelfall, wenn der Begünstigte die Leistung verbraucht oder eine Vermögensdisposition getroffen hat, die er nicht mehr oder nur unter unzumutbaren Nachteilen rückgängig machen kann. § 48 Abs. 2 Satz 3 VwVfG benennt jedoch Fälle, in denen ein Vertrauensschutz von vornherein ausscheidet: das Erwirken des Verwaltungsakts durch Täuschung, Drohung, Bestechung, unrichtige oder unvollständige Angaben sowie vorsätzliche oder grob fahrlässige Unkenntnis der Rechtswidrigkeit des Verwaltungsakts.
§ 48 Abs. 3 VwVfG regelt die Aufhebung von Verwaltungsakten, die nicht unter § 48 Abs. 2 VwVfG fallen. Ein solcher kann nur insgesamt aufgehoben werden. Daher erfolgt der Vertrauensschutz durch Gewährung einer Entschädigung. Umstritten ist, ob und inwieweit die Behörde Aspekte des Vertrauensschutzes bei ihrer Ermessensentscheidung berücksichtigen kann.

#### Rücknahmefrist
Gemäß § 48 Abs. 4 Satz 1 VwVfG ist die Rücknahme eines Verwaltungsakts lediglich innerhalb eines Jahres seit dem Zeitpunkt der Kenntnisnahme durch die zuständige Behörde zulässig. Eine Fristbindung besteht allerdings gemäß § 48 Abs. 4 Satz 2 VwVfG nicht, falls der Verwaltungsakt durch Täuschung, Drohung oder Bestechung erwirkt wurde.
Nach Auffassung der Rechtsprechung handelt es sich bei § 48 Abs. 4 Satz 1 VwVfG um eine Entscheidungsfrist. Daher beginnt der Fristablauf erst, sobald die Behörde Kenntnis von allen Tatsachen erlangt, welche für die Entscheidung über die Rücknahme von Bedeutung sind. Der Begriff Tatsache umfasst neben äußeren Umständen auch Rechtsanwendungsfehler. Kenntnis erlangt die Behörde, indem der zuständige Behördenmitarbeiter von den Tatsachen erfährt oder bei ordnungsgemäßem Geschehensverlauf erlangt hätte.

#### Einflüsse des Rechts der Europäischen Union
Beeinflusst wird die Aufhebung von Verwaltungsakten durch das Unionsrecht. Von praktischer Bedeutung ist dies insbesondere bei der Rückforderung von Beihilfen zugunsten Privater, die gegen Unionsrecht verstoßen. Angesichts der Bedeutung der Beihilfenregelungen für das Funktionieren des Binnenmarkts überwiegt das Interesse an der Herstellung eines unionsrechtskonformen Zustands den Vertrauensschutz. Weiterhin findet die Frist des § 48 Abs. 4 VwVfG keine Anwendung, damit eine nationale Behörde die effektive Durchsetzung des Unionsrechts nicht durch Untätigkeit vereitelt. Schließlich ist das Rücknahmeermessen der Behörde im Regelfall auf Null reduziert.
Ein unionsrechtswidriger Verwaltungsakt mit belastender Wirkung muss nach der Rechtsprechung des Europäischen Gerichtshofs hingegen aus Gründen der Rechtssicherheit grundsätzlich nicht zurückgenommen werden, auch nicht im Fall eines Unionsrechtsverstoßes. Eine Pflicht zur Überprüfung ihrer Entscheidung bestehe für die Behörde aber dann, wenn ein Verwaltungsakt durch eine letztinstanzliche Gerichtsentscheidung Bestandskraft erlangt, kein Vorabentscheidungsverfahren durchgeführt wurde, obwohl ein solches geboten gewesen wäre, und der Adressat sich nach Kenntniserlangung von der unionsrechtlichen Lage an die Behörde wendet.

### Widerruf, § 49 VwVfG
§ 49 VwVfG ist auf den Widerruf rechtmäßiger Verwaltungsakte zugeschnitten. Nach überwiegender Auffassung findet er allerdings auch auf rechtswidrige Verwaltungsakte analoge Anwendung, da seine Voraussetzungen strenger sind als die des § 48 VwVfG. Auch § 49 VwVfG unterscheidet zwischen belastenden und begünstigen Verwaltungsakten. Der Widerruf eines belastenden Verwaltungsakts steht im Ermessen der Behörde. Zusätzliche Voraussetzungen bestehen für den Widerruf eines begünstigenden Verwaltungsakts:
Gemäß § 49 Abs. 2 VwVfG kann ein begünstigender Verwaltungsakt widerrufen werden, falls ein Widerrufsgrund des § 49 Abs. 2 VwVfG vorliegt. Hierzu zählen etwa die Zulassung des Widerrufs durch Rechtsvorschrift oder Widerrufsvorbehalt oder die Nichterfüllung einer Auflage. Nach § 49 Abs. 6 VwVfG verpflichten bestimmte Widerrufsgründe zur Entschädigung des Begünstigten.
Gewährt der Verwaltungsakt eine Geldleistung oder eine teilbare Sachleistung, kann er gemäß § 49 Abs. 3 VwVfG zusätzlich mit Wirkung für die Vergangenheit in zwei Konstellationen widerrufen werden: zum einen, wenn die Leistung nicht, nicht alsbald nach der Erbringung oder nicht mehr für den in dem Verwaltungsakt bestimmten Zweck verwendet wird. Zum anderen, wenn mit dem Verwaltungsakt eine Auflage verbunden ist und der Begünstigte diese nicht oder nicht innerhalb einer ihm gesetzten Frist erfüllt hat.
§ 49 Abs. 2 und 3 VwVfG verweisen auf § 48 Abs. 4 VwVfG, sodass der Widerruf fristgebunden ist.

### Rückforderung einer Leistung, § 49a VwVfG
Wird ein Verwaltungsakt aufgehoben, der seinem Adressaten eine Leistung zugebilligt hat, fordert die zuständige Behörde die Leistung gemäß § 49a VwVfG mittels Verwaltungsakts zurück. Hierbei handelt es sich um eine gebundene Entscheidung. § 49a VwVfG verdrängt den ungeschriebenen allgemeinen öffentlich-rechtlichen Erstattungsanspruch. Die Rückforderung erfolgt durch Verwaltungsakt. Die Erstattungspflicht richtet sich gemäß § 49a Abs. 2 Satz 1 VwVfG nach dem Bereicherungsrecht des Bürgerlichen Gesetzbuches.

### Aufhebung während eines Rechtsbehelfsverfahrens, § 50 VwVfG
§ 50 VwVfG stellt die einschlägige Regelung dar, wenn eine Behörde einen begünstigenden Verwaltungsakt aufhebt, während dieser durch einen Dritten angefochten wird. In diesem Fall finden die besonderen Vertrauensschutzregelungen der § 48 und § 49 VwVfG keine Anwendung, wenn durch die Aufhebung dem Rechtsbehelf abgeholfen wird. Dies beruht darauf, dass mangels Bestandskraft des Verwaltungsakts keine Grundlage für einen Vertrauensschutz besteht.
§ 50 VwVfG findet unmittelbare Anwendung auf die Aufhebung nach § 48 und § 49 VwVfG. Auf die Aufhebung nach spezielleren Vorschriften wird die Norm entsprechend angewandt, soweit diese keine eigenständigen Regelungen bezüglich des in § 50 VwVfG geregelten Falls enthalten.
Umstritten ist, ob die Rechtsfolge des § 50 VwVfG auch eintritt, wenn der Rechtsbehelf des Dritten unzulässig oder unbegründet ist. Nach überwiegender Auffassung muss der Rechtsbehelf sowohl zulässig als auch begründet sein, da die Schwächung des Vertrauensschutzes den Begünstigten andernfalls unangemessen benachteiligte.

### Wiederaufgreifen des Verfahrens, § 51 VwVfG
§ 51 VwVfG ermöglicht es dem von einem unanfechtbaren Verwaltungsakt Betroffenen, das Verwaltungsverfahren wiederaufgreifen und die Behörde nachträglich über die Aufhebung oder Änderung des Verwaltungsakts entscheiden zu lassen.
Gerichtlich wird ein Antrag auf Wiederaufgreifen des Verfahrens nach Auffassung des Bundesverwaltungsgerichts mittels einer Verpflichtungsklage durchgesetzt, die sich auf den Erlass einer neuen Sachentscheidung richtet.

#### Zulässigkeit eines Antrags auf Wiederaufgreifen
Ein Antrag auf Wiederaufgreifen ist zulässig, wenn der Betroffene schlüssig darlegt, dass einer der in § 51 Abs. 1 VwVfG aufgezählten Wiederaufgreifensgründe vorliegt. Als solche nennt die Norm die nachträgliche Änderung der Rechtslage zugunsten des Betroffenen, das Vorliegen neuer Beweismittel zugunsten des Betroffenen sowie das Vorliegen eines Wiederaufgreifensgrunds entsprechend § 580 der Zivilprozessordnung. Weiterhin muss der Antragsteller ohne grobes Verschulden außerstande gewesen sein, den Grund für das Wiederaufgreifen im früheren Verfahren geltend zu machen. Schließlich muss er den Antrag innerhalb von drei Monaten ab Kenntniserlangung vom Wiederaufgreifensgrund gestellt haben.
Fehlt es an einer dieser Voraussetzungen, weist die Behörde den Antrag durch Erlass eines feststellenden Verwaltungsakts zurück, der als wiederholende Verfügung bezeichnet wird.

#### Begründetheit eines Antrags auf Wiederaufgreifen
Der Antrag ist begründet, wenn ein Wiederaufgreifensgrund besteht. Fehlt es hieran, erlässt die Behörde einen Zweitbescheid, in dem sie das Wiederaufgreifen ablehnt. Andernfalls entscheidet sie über die Aufhebung des bestandskräftigen Verwaltungsakts. Umstritten ist, welchen Maßstab die Behörde hierbei anzuwenden hat. Nach vorherrschender Auffassung ergibt sich der Prüfmaßstab aus dem jeweiligen Fachrecht, das bereits dem zu überprüfenden Verwaltungsakt zu Grunde lag. Nach anderer Auffassung entscheidet die Behörde aufgrund des Verweises in § 51 Abs. 5 nach § 48 bis § 50 VwVfG, sodass sie über die Aufhebung nach ihrem Ermessen entscheidet.

## Nebenbestimmung zum Verwaltungsakt
Nebenbestimmungen sind Zusätze zu einem Verwaltungsakt, die dessen Regelungsinhalt erweitern oder beschränken. Relevant können sie werden, wenn ein Bürger eine Genehmigung beantragt. Liegen die Voraussetzungen dafür nicht vor, können sie mithilfe einer zusätzlichen Regelung in Form einer Nebenbestimmung herbeigeführt werden. Die Möglichkeiten für eine behördliche Entscheidung sind dadurch erweitert, denn die Umstände des Einzelfalls können in angemessener Weise berücksichtigt werden.
Die Grundlagen der Nebenbestimmung sind in § 36 VwVfG geregelt. Vorgesehen sind fünf Formen der Nebenbestimmung: die Bedingung, die Befristung, der Widerrufsvorbehalt, die Auflage und der Auflagenvorbehalt. Darüber hinaus können speziellere Gesetze weitere Formen von Nebenbestimmungen vorsehen.

## Vollstreckung des Verwaltungsakts

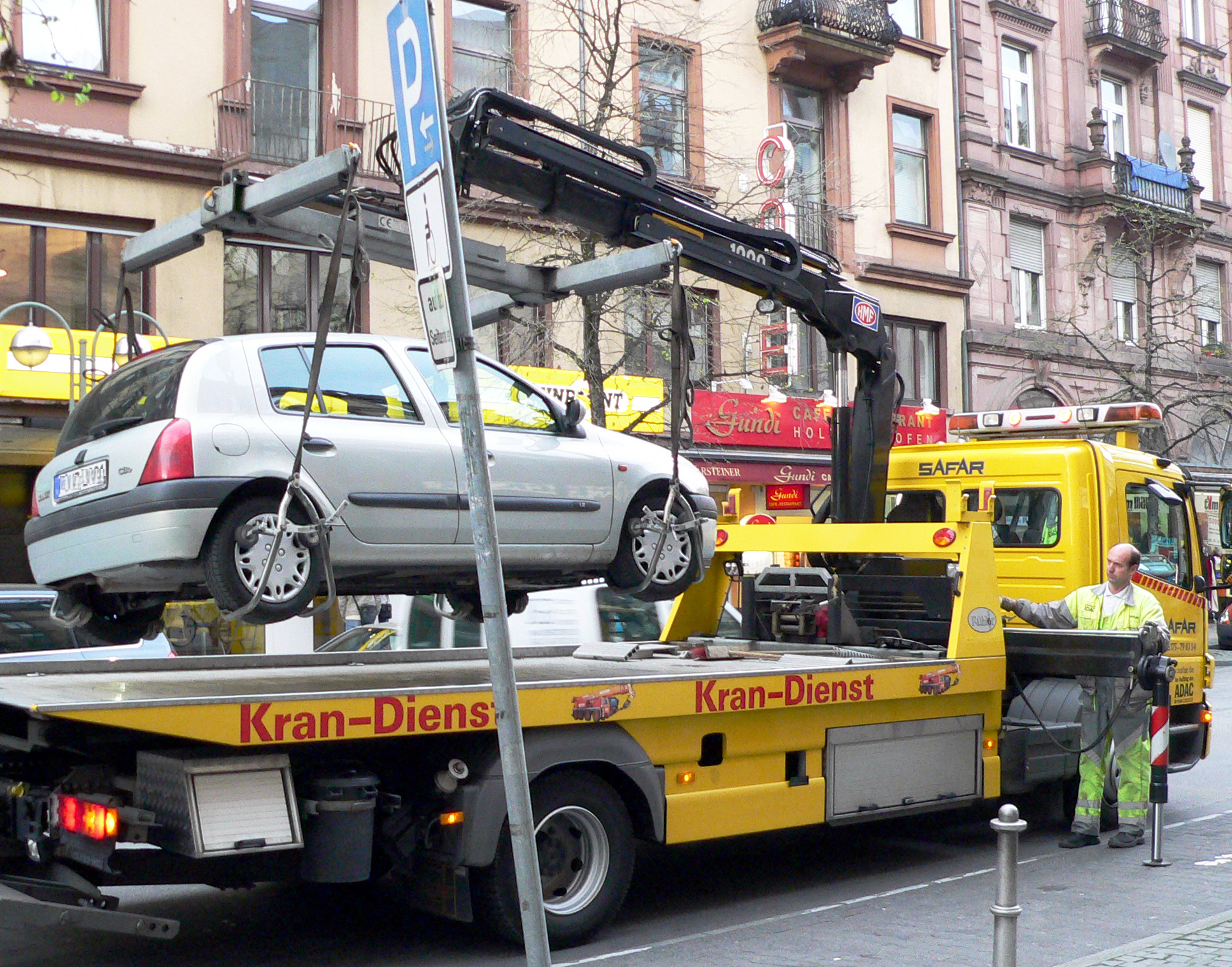
Abschleppen eines rechtswidrig geparkten Fahrzeugs im Wege der Ersatzvornahme

Ein Verwaltungsakt kann durch die erlassende Behörde zwangsweise durchgesetzt werden. Unterscheiden lässt sich zwischen der Erzwingung einer Handlung, Duldung oder Unterlassung sowie der Vollstreckung einer Geldforderung. Das Recht der Verwaltungsvollstreckung ist für Bundesbehörden im Verwaltungs-Vollstreckungsgesetz des Bundes und im Gesetz über den unmittelbaren Zwang bei Ausübung öffentlicher Gewalt durch Vollzugsbeamte des Bundes geregelt, für Landesbehörden in den entsprechenden Landesgesetzen.
Vollstreckungshandlungen setzen voraus, dass der Verwaltungsakt einen vollstreckungsfähigen Inhalt (Gebote und Verbote) hat und bereits vollstreckbar ist. Vollstreckbar ist er bei Bestandskraft oder im Falle des Fehlens aufschiebender Wirkung. Zwangsmittel sind die Ersatzvornahme, Zwangsgeld und unmittelbare Zwang. Die Vollstreckung erfolgt im Regelfall im gestreckten Verfahren. Ausnahmsweise kann sie ohne vorgehenden Verwaltungsakt im Sofortvollzug erfolgen.
Die Vollstreckung einer durch Leistungsbescheid festgesetzten Geldforderung setzt voraus, dass neben der Vollstreckbarkeit Fälligkeit der eingeforderten Leistung vorliegt. Seit Bekanntgabe des Bescheids muss eine Woche ohne vollständige Leistung verstrichen sein. Das Vollstreckungsverfahren richtet sich nach der Abgabenordnung.

## Rechtsschutz
Ein Verwaltungsakt ist mit Widerspruch und gegebenenfalls mit Klage anfechtbar. Die VwGO unterscheidet im Wesentlichen zwischen zwei Rechtsschutzzielen: der Anfechtung eines Verwaltungsakts sowie der Verpflichtung zum Erlass eines solchen.

### Vorverfahren
Im Vorverfahren überprüft eine Behörde einen Verwaltungsakt auf seine Recht- und Zweckmäßigkeit. Dieses Verfahren, das der Klageerhebung vorgeschaltet ist, verfolgt im Wesentlichen drei Zwecke: die Selbstkontrolle der Verwaltung, die Entlastung der Gerichte und das Eröffnen einer zusätzlichen Rechtsschutzmöglichkeit für den Bürger.
Das Vorverfahren wird gemäß § 69 VwGO durch Erhebung eines Widerspruchs gegen den Verwaltungsakt bei der Behörde eingeleitet, die diesen erlassen hat, also bei der Ausgangsbehörde. Gemäß § 80 Abs. 1 VwGO hat dies grundsätzlich aufschiebende Wirkung, hemmt also die Vollziehbarkeit des Verwaltungsakts.
Ist der Widerspruch zulässig und begründet, hilft die Ausgangsbehörde diesem gemäß § 72 VwGO ab, indem sie dem Begehren des Widerspruchsführers nachkommt. Andernfalls legt sie den Widerspruch gemäß § 73 Abs. 1 Satz 2 Nummer 1 VwGO der zuständigen höheren Behörde vor, die durch Widerspruchsbescheid entscheidet, sofern Ausgangs- und Widerspruchsbehörde nicht übereinstimmen.
§ 68 Abs. 1 Satz 2 VwGO ermächtigt die Bundesländer, im Rahmen der konkurrierenden Gesetzgebung auf das Widerspruchsverfahren im Bereich der landeseigenen Verwaltung und der juristischen Personen des öffentlichen Rechts, welche der Aufsicht der Länder unterstehen, zu verzichten. Die Bundesländer haben von dieser Möglichkeit in unterschiedlicher Form Gebrauch gemacht. Sie bezwecken damit den Abbau von Bürokratie sowie die Einsparung von Kosten.

### Klage
Weitere Rechtsschutzmöglichkeit ist der Klageweg. Die Zulässigkeit einer Anfechtungs- oder Verpflichtungsklage setzt gemäß § 68 Abs. 1 Satz 2 VwGO grundsätzlich voraus, dass zuvor ein erfolgloses Widerspruchsverfahren durchgeführt wurde.
Mithilfe einer Anfechtungsklage nach § 42 Abs. 1 Alternative 1 VwGO kann der Kläger erreichen, dass das Gericht einen rechtswidrigen Verwaltungsakt aufhebt. Erledigt sich der Verwaltungsakt während des Verfahrens, kann der Kläger seine Klage gemäß § 113 Abs. 1 Satz 4 VwGO zu einer Fortsetzungsfeststellungsklage umstellen, um feststellen zu lassen, dass der Verwaltungsakt rechtswidrig war und ihn in seinen Rechten verletzte. Dies bietet sich etwa an, wenn er einen Amtshaftungsprozess vorbereiten will, in dem er die Erkenntnisse aus dem Verwaltungsprozess zu nutzen beabsichtigt. Entscheidungserheblicher Zeitpunkt ist der der letzten Behördenentscheidung. Sofern ein Widerspruchsbescheid erging, stellt dessen Erlass den maßgeblichen Zeitpunkt dar, andernfalls der des Verwaltungsakts.
Mit der Verpflichtungsklage nach § 42 Abs. 1 Alternative 2 VwGO kann der Kläger die Behörde zu einem Handeln verpflichten, wenn er einen Anspruch hierauf hat. Soweit ein solcher Anspruch besteht und die Sache spruchreif ist, verpflichtet das Gericht die Behörde gemäß § 113 Abs. 5 Satz 1 VwGO zum Erlass eines Verwaltungsakts. Fehlt es an der Spruchreife, verpflichtet das Gericht die Behörde gemäß § 113 Abs. 5 Satz 2 VwGO zur rechtsfehlerfreien Neuentscheidung über den Erlass des Verwaltungsakts. Maßgeblich ist die Rechtslage im Zeitpunkt der letzten mündlichen Verhandlung.

### Einstweiliger Rechtsschutz
Zusätzlich zur Erhebung einer Klage kommt in eilbedürftigen Fällen ein Antrag im einstweiligen Rechtsschutz in Betracht. Er dient dem effektiven Rechtsschutz aus Art. 19 Abs. 4 GG. Einstweiliger Rechtsschutz kann zum einen verhindern, dass bis zur Klärung des Rechtsstreits auf dem Klageweg ein Zustand geschaffen wird, der durch ein späteres Urteil nicht korrigiert werden kann, etwa durch Vollstreckung eines Verwaltungsakts. Zum anderen ermöglicht er es, in zeitkritischen Situationen eine gerichtliche Entscheidung zu erwirken.
In Bezug auf Verwaltungsakte sieht die VwGO zwei Formen des einstweiligen Rechtsschutzes vor: Den Antrag auf Wiederherstellung der aufschiebenden Wirkung eines Rechtsbehelfs nach § 80 Abs. 5 Satz 1 VwGO sowie den Antrag auf Erlass einer Sicherungs- oder Regelungsanordnung nach § 123 Abs. 1 VwGO.
Ein Antrag nach § 80 Abs. 5 Satz 1 VwGO kommt in Anfechtungssituationen in Frage. Hier ficht der Kläger in der Hauptsache einen Verwaltungsakt an, gegen den ein Rechtsbehelf keine aufschiebende Wirkung hat. Dies trifft etwa gemäß § 80 Abs. 2 Satz 1 Nummer 2 VwGO auf unaufschiebbare Anordnungen und Maßnahmen von Polizeivollzugsbeamten zu. Im einstweiligen Verfahren begehrt der Kläger die Anordnung oder Wiederherstellung der aufschiebenden Wirkung seines Rechtsbehelfs, damit der Verwaltungsakt nicht während des Rechtsstreits vollzogen werden kann.
In anderen Fällen kommt ein Antrag nach § 123 Abs. 1 VwGO in Frage, der auf die vorläufige Regelung eines Sachverhalts zielt. Von besonderer praktischer Bedeutung ist dies etwa bei beamtenrechtlichen Konkurrentenklagen. Der Antrag zielt darauf ab, dass das Gericht der Behörde aufgibt, das Amt unbesetzt zu lassen, bis in der Hauptsache entschieden worden ist. Hierbei handelt es sich aufgrund des bezweckten Erhalts des status quo um eine Sicherungsanordnung. Die Regelungsanordnung zielt demgegenüber auf die vorübergehende Erweiterung des Rechtskreises des Antragstellers, etwa durch vorläufige Zulassung zu einem Studium.

## Kosten
Für den Erlass, die Rücknahme oder den Widerruf eines Verwaltungsakts können Verwaltungskosten (Gebühren und Auslagen) erhoben werden. Rechtsgrundlage ist beispielsweise § 10 des Bundesgebührengesetzes. Das Verfahren bei den Sozialleistungsträgern ist grundsätzlich kostenfrei (§ 64 SGB X). Die Kostenerstattung bei erfolgreichem Widerspruch regelt § 80 VwVfG.

## Statistik
Eine amtliche Statistik zu den in Deutschland erlassenen Verwaltungsakten gibt es nicht. Einzelne Verwaltungsträger erfassen jedoch ihre Tätigkeit im eigenen Interesse und zur Rechtfertigung gegenüber der öffentlichen Meinung, insbesondere in Widerspruchsstatistiken. Diese setzen die Anzahl der angefochtenen Bescheide in Relation zur Gesamtzahl der Entscheidungen und beschreiben die Art und Weise der Erledigung, etwa durch Abhilfe- und Widerspruchsbescheid oder durch Rücknahme des Widerspruchsführers. Widerspruchsstatistiken dienen auch der öffentlichen Rechnungsprüfung.
Von den Verwaltungsgerichten erledigte Hauptverfahren betrafen 2016 ganz überwiegend Entscheidungen im Asylrecht, gefolgt von Entscheidungen im öffentlichen Dienst (beamtenrechtliche Streitigkeiten nach § 54 des Beamtenstatusgesetzes) und Abgabensachen. Bei den Sozialgerichten dominierten Entscheidungen zum SGB II. Vor den Finanzgerichten erledigte Klagen betrafen meistens die Veranlagung zur Einkommensteuer.